# Pavel Kolíbal
Pavel Kolíbal (* 27. února 1956 Praha) je český architekt, který se věnuje projektům výstavnictví starého i moderního umění, interiérové tvorbě a rekonstrukcím staveb.

## Život
Narodil se v rodině výtvarníků, Stanislava Kolíbala a jeho manželky Vlasty Prachatické. Jeho starší sestra Markéta Prachatická je malířka a ilustrátorka. Vystudoval architektonickou tvorbu u Vratislava Růžičky na Škole architektury Akademie výtvarných umění v Praze. Absolvoval v roce 1984. V letech 1985–1991 pracoval v podniku Obnova památek. Několik let působil v letech 1992–2000 jako externí pedagog v Ústavu navrhování na Fakultě architektury ČVUT v Praze. 
Když po roce 1990 pominul monopol národního podniku Výstavnictví Praha, začal se systematicky věnovat projektům výstavnictví starého umění, uměleckého řemesla i současného umění. Spolupracoval a spolupracuje na různorodých zakázkách. Je vyhledáván pro svůj přátelský a citlivý přístup k zákazníkům, flexibilitu a vzácný minimalismus, s nímž architekt ustupuje do pozadí, aby jeho práce ve výstavě „nebyla vidět“ a nekonkurovala estetickému působení výtvarných objektů.

## Projekty výstavnictví (výběr)
- 1991 Jiná geometrie, Praha
- 1991 Hapestetika 2, Národní galerie v Praze
- 1992 Přírůstky sbírek z let 1986–1991, Uměleckoprůmyslové museum v Praze
- 1993 Hapestetika 4, Národní galerie v Praze
- 1994 Vojtěch Lanna, sběratel a mecenáš, Uměleckoprůmyslové museum v Praze
- 1996 Orbis Fictus. Nová média v současném umění, Národní galerie v Praze, Valdštejnská jízdárna
- 1996 Daniela Vinopalová–Vodáková: Hledání tvaru, Praha
- 1997 Proměny krajiny v českém malířství 20. století ze sbírek Národní galerie v Praze, Praha
- 1998 Nové tapisérie z Moravské gobelínové manufaktury, Praha
- 1998 Skupina 42, Praha
- 1999 Kupka–Waldes: Malíř a jeho sběratel, Praha
- 2000 Vincenc Kramář: Od starých mistrů k Picassovi, Praha
- 2005 Jaromír Krejcar 1895–1949, Galerie architektury, Brno
- 2006 Galerie Emila Filly, Ústí nad Labem, stálá expozice[1]
- 2007 Básník a král - Bohuslav Hasištejnský z Lobkovic v zrcadle jagellonské doby, Pražský hrad, Císařská konírna
- 2007 Emil Filla, Národní galerie v Praze, Valdštejnská jízdárna
- 2008 Mezinárodní trienále současného umění, Re-Reading The Future, Národní galerie v Praze, Veletržní palác[2]
- 2012 Theodor Pištěk: Kde budu žít příště, Plzeň
- 2012 Stanislav Kolíbal: Jiný svět, Praha
- 2014 Jiří Sozanský: 1984 – Rok Orwella, Národní galerie v Praze, Veletržní palác
- 2015 Stanislav Kolíbal: Sochy a obrazy, Galerie výtvarného umění Ostrava[3]
- 2017 Theodor Pištěk: Obrazy, Zlín
- 2019 Theodor Pištěk: Angelus, Dům umění města Brna, Brno
- 2019 Alena Šrámková: Architektura, Praha
- 2022 Pištěk & Pištěk - Dva světy, Villa Pellé Praha 6

## Jiné projekty
- Venkovský dům v Černoučku, 2003–2004 (spoluautor Petr Tej)[4]

## Členství
- Je členem České komory architektů.